# Lv1 마왕과 원룸 용사
《Lv1 마왕과 원룸 용사》(일본어: Lv1魔王とワンルーム勇者)는 토부(toufu)가 지은 일본의 만화다. 2020년 4월 1일부터 2024년 6월 4일까지 호분샤의 코믹 퍼즈(Comic Fuz) 웹 사이트에 연재되었다. 낱권책은 전 11권으로 나왔다. SILVER LINK.와 BLADE가 제작한 텔레비전 애니메이션은 2023년 7월 3일부터 9월 18일까지 방영되었다.

## 구성
영웅 맥스와 일행은 마왕을 쓰러뜨린다. 10년 후, 마왕은 부활하지만 지금은 중성적인 소년의 모습을 하고 있다. 재대결을 열망하는 마왕은 맥스를 추적하지만, 그가 사회에서 버림받은 후 원룸 아파트에 사는 백수 게으른 사람이 되어 있음을 알게 된다. 마왕은 그와 함께 살기로 결정하고 재대결을 할 수 있도록 그를 다시 몸매로 되돌리려고 노력하는데, 이는 마왕의 비서인 제니아의 좌절감이 상당하다.